# 14990 Zermelo
14990 Zermelo è un asteroide della fascia principale. Scoperto nel 1997, presenta un'orbita caratterizzata da un semiasse maggiore pari a 2,9752480 UA e da un'eccentricità di 0,0761110, inclinata di 1,52574° rispetto all'eclittica.